# Dobra (Dâmbovița)
Dobra es una comuna ubicada en el distrito de Dâmbovița, Rumania.

## Superficie
Posee una superficie de 49,78 kilómetros cuadrados.

## Demografía
Hasta 2021 la población era de 3388 habitantes, con una densidad de población de 68,06 habitantes por kilómetro cuadrado.